# Saurauia altissima
Saurauia altissima är en tvåhjärtbladig växtart som beskrevs av Alexander Zippelius och Friedrich Anton Wilhelm Miquel. Saurauia altissima ingår i släktet Saurauia och familjen Actinidiaceae. Inga underarter finns listade i Catalogue of Life.